# Asediul de la Bari
Asediul asupra Bari a avut loc între 1068 și 1071, atunci când forțele italo-normande, aflate sub comanda lui Robert Guiscard, au asediat orașul Bari, principala forăreață a bizantinilor din Italia și capitala catepanatului Italiei. Asediul a început în 5 august 1068, iar Bari a fost capturat în 16 aprilie 1071, când Robert Guiscard a pătruns în cetate, punând capăt prezenței bizantine în sudul Italiei.

### Contextul
Până în 1060, doar câteva orașe costiere din Apulia se mai aflau sub stăpânirea Bizanțului: pe parcursul deceniilor anterioare, normanzii își extinseseră posesiunile din sudul Italiei, iar acum își fixaseră ca obiectiv alungarea completă a bizantinilor din Peninsula Italică, înainte de a se concentra asupra cuceririi Siciliei, pe atunci aflată în mod predominant sub dominația islamică.
Numeroase unități militare au fost chemate din Sicilia și, sub conducerea contelui Godefroi de Conversano, au supus Otranto asediului.

### Asediul
Următoarea mișcare a constituit-o sosirea lui Robert Guiscard, cu un mare număr de trupe, care au început asedierea asupra bizantinilor din Bari în 5 august 1068. Înăuntrul orașului erau două partide: unul care își dorea menținerea supunerii față de Bizanț, iar celălalt care manifesta simpatii pro-normande. Atunci când trupele normande s-au apropiat, gruparea pro-bizantină a avut câștig de cauză, iar localnicii au închis porțile cetății și au trimis o ambasadă la împăratul Roman Diogenes pentru a obține de la acesta sprijin militar. Negocierile propuse de Robert au fost respinse.
Între timp, în octombrie, Otranto a fost cucerit, însă la Bari atacurile normande asupra zidurilor erau în mod repetat respinse de către bizantini. Robert a hotărât blocarea portului orașului cu ajutorul unui pod fortificat pentru a preîntâmpina orice posibil sprijin. Cu toate acestea, bizantinii au distrus podul și au izbutit să mențină o legătură cu Bizanțul.
Împăratul Roman al IV-lea a numit un nou catepan, Avartuteles, căruia i-a pus la dispoziție o flotă, care să transporte trupe și provizii pentru asediații din Bari. Flota bizantină a ajuns în cetate la începutul anului 1069, însă între timp armata bizantină de uscat a fost înfrântă de către normanzi, aceștia din urmă ocupând Gravina și Obbiano. Robert nu a revenit imediat după aceea la Bari, el trecând în ianuarie 1070 la Brindisi, pentru a sprijini forțele normande care asediau aceas fortăreață de coastă. Brindisi a capitulat în toamna lui 1070.
Situația din Bari a devenit critică, iar populația suferea de foamete. Avartuteles a pus la cale un complot care să conducă la asasinarea lui Robert, însă patricius-ul bizantin Guideliku a eșuat în această tentativă. O delegație a cetățenilor i-a solicitat catepanului îmbunătățirea apărării orașului, altminteri amenințând cu supunerea față de normanzi. Avartuteles a trimit o nouă ambasadă la Constantinopol, obținând trimiterea unei flote, care a sosit la Bari cu provizii. Atunci când grânele s-au epuizat, un grup de cetățeni au cerut din nou catepanului să îl implore pe împăratul bizantin să trimită cât mai repede cu putință o armată.
Roman al IV-lea, ai cărui generali fuseseră în mod constant înfrânți de către normanzi și având puține trupe la dispoziție, a trimis totuși 20 de vase sub comanda unui anume Gocelin, un normand rebel care găsise adăpost la Constantinopol. Ștefan Pateran, numit ca nou catepan de Italia, se afla la bord. Totuși, normanzii au interceptat vasele bizantine în largul Bari-ului și le-au împrăștiat. Marinarii normanzi au identificat nava lui Gocelin și, în pofida pierderii a 150 de oameni, l-au capturat; în schimb, Ștefan a reușit să ajungă în Bari. Curând, el a recunoscut că apărarea devenise imposibilă; un nobil local, Argyritsos, a fost trimis să negocieze cu normanzii. Aceștia au oferit condiții acceptabile, iar Bari a capitulat în aprilie 1071.

### Urmările
Ștefan Pateran a fost inițial aruncat în închisoare, însă ulterior s-a întors la Constantinopol, alături de alți bizantini supraviețuitori.
Odată cu căderea Bari, prezența bizantină în sudul Italiei a luat sfârșit, după 536 de ani. Peste circa 85 de ani, împăratul Manuel I Comnen va avea o încercare de recucerire a sudului Italiei în 1156-1158, însă tentativa va eșua.